# عناد
العناد رد الحق مع العلم بأنه حق.

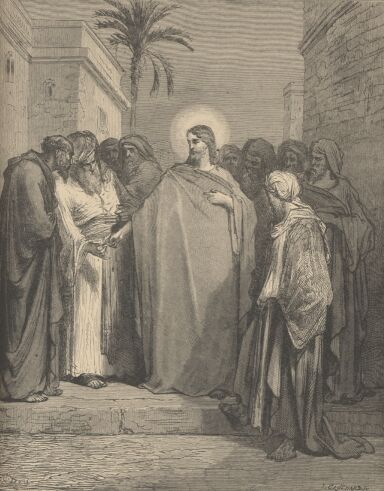

والمعاندة أو المكابرة هي المنازعة في المسألة العلمية، لا لإظهار الصواب بل لإلزام الخصم. وقيل المكابرة هي مخالفة الحق بعد العلم به.
وقد يصل العناد إلى درجة الخروج على السلطة والمبادئ والقيم والقوانين والعقائد والأعراف السليمة أو هو الخروج على ما ينبغي الالتزام به وبالتالي الخروج عن الضوابط المحددة.
العناد صفة سلبية يتصف بها كلّ من الرجل والمرأة.

## أنواع العناد

### العناد الطبيعي
هو دليل على الاستقلالية وقوة الشخصية، وينشأ منذ سن الطفولة، ولكن الشخص الذي لا يكنّ ولو بعضًا من مشاعر العناد غالبًا ما تكون شخصيته بطابع خضوع ومستسلم، وقد يصبح مستقبليًا في حالة انطواء و جُبن.

### العناد المشكل
ينشأ هذا النوع إذا زادت حِدَّة العناد الطبيعي ويبدأ ذلك منذ الصغر، وتكون البيئة المحيطة غير مؤهلة أو غير قادرة على للتعامل مع من يكون شديد العناد، فتطول فترته عند تقبُّل الأمر الواقع، وبالطبع هو يترك آثارًا سيئة وتكون حياة الشخص اغلبها استهتار، ويمكن أن يصاب بعدم التوائم النفسي مع حياته وظروفه

## صور العناد
- شكل المقاومة السلبية: وفي هذة الحالة يتأخر الشخص في تنفيذ الأمر مهما كان صغيرًا، ويصبح حزين ومتذمر عندما يطلب شخص معروف أو طلب؛ لأنه يظن أن هذا استنقاص منه ككُل، وغالبًا ما يتحول الأمر من عناد إلى مماطلة وعدم مبالاة.
- التحدي الظاهر: إذا أُمر بشيء يرفض التنفيذ دون سبب، فمثلًا أنه يرفض أن يفعل شيء بدون أن يعرف السبب أو بدون أن يكون الشيء ذا أهمية له.
- العصيان الحاقد: في هذه الحالة الشخص يعمل عكس الشيء الذي طلب منه تماما؛ لأنه تقريبًا شخص متحيّز ويرفض أن يفعل شيء لا يفيد شخصًا يحبه أو يفيده شخصيًا.

والعناد سلوك موجود عند الناس بنسب متفاوتة يبدأ من الإصرار على الموقف ويتفاقم إلى درجات أعلى، ويصبح ظاهرة تستحق أن يُطلق عليها صفة العناد حينما يصل الشخص إلى درجة حادة من التصلب في الرأي. ولهذا فإن العناد حينما يوصف به سلوك معين، فإن المقصود يتجه مباشرة إلى الصفة السلبية في ذلك السلوك.

## العناد عند الأطفال
العناد ليس غريزة تولد مع الطفل كما تتصور بعض الأمهات، بل هو مؤشر على خلل في نفسيه الطفل نتيجة سوء التعامل مع غرائزه الفطرية النامية في المرحلة الأولى من عمره.
يظهر العناد لدى الأطفال فيما بين سن الثانية إلى سن السابعة؛ ولذلك أطلق على هذه المرحلة سن المقاومة، أو سن العناد، وغالبية المتخصصين يعتبرون أن سلوك العناد خاصية طبيعية من خصائص النمو بصفة عامة، ويعتبرون أن سلوك العناد خاصية طبيعية من خصائص طفل مرحلة الحضانة بصفة خاصة.

### أسباب العناد عند الأطفال
يلجأ أطفالنا إلى العناد لأسباب عدة، منها:
1. محاولة الطفل إثبات ذاته: فنجد الطفل يجادل في كل شيء محاولاً فرض رأيه الذي يراه مناسباً.
2. استبداد الآباء وتدخلهم في كل صغيرة وكبيرة في حياة الطفل وعدم إعطائه مساحة من الحرية.
3. معاملة الطفل معاملة جافة وإملاء الأوامر عليه بصفة مستمرة.
4. محاكاة الطفل لأبويه، فنرى الطفل مصراً على رأيه متشبهاً بأبيه وأمه اللذين يصران على أن يفعل شيئا ما، فيرى الطفل أنه كما أنهما يطلبان منه تنفيذ شيء معين، فمن حقه هو أيضاً قبول هذا الأمر أو رفضه.
5. توجيهات الآباء المثالية للطفل دون النظر إلى واقعه وظروفه، كأن تطلب الأم من الطفل ألا يصدر صوتاً وهو يلعب مما يتنافى مع طبيعة الطفل في اللعب.
6. استجابة الآباء لسلوك العناد الصادر من الطفل وتلبيتهم لرغباته نتيجة لعناده، فكل ذلك يدعم سلوك العناد لديه ويصبح أحد الأساليب التي تمكنه من تحقيق رغباته.

ومن مظاهر عناد كثير من الأطفال في هذه المرحلة:
- رفضهم التبول.
- واعتراضهم بشدة على عمليات النظافة؛ من غسل الوجه، واليدين، والاستحمام.
- ورفضهم تناول الطعام.
- النوم في مواعيد معينة؛ ولذلك يظهرون مقاومة شديدة لتوجيهات الكبار.

### كيفية التعامل مع الطفل العنيد
1. هناك بعض القواعد التي يجب على الأبوين مراعاتها في التعامل مع الطفل العنيد والتي تساعده على التخلص من سلوك العناد، وتلك القواعد هي:
2. معاملة الطفل معاملة حسنة والتحدث إليه بشكل هادئ؛ فالطفل يرفض اللهجة الجافة ويتقبل الأسلوب اللطيف.
3. مراعاة الأبوين لنفسية الطفل وحرصهما على تخصيص وقت يومي لمشاركة الطفل بعض الألعاب والمهارات، فذلك من شأنه أن يقوي شعور الطفل بحب واهتمام والديه به؛ مما يساعد على استجابته للتوجيهات بشكل أفضل.
4. موازنة الأبوين بين الرفق والحزم، فيجب ألا يكونا متراخيين أو حادين أكثر من اللازم، فتراخي الأبوين ينتج عنه ابن متمرد ليس لكلام أبويه أي تأثير عليه، وتحكم الأبوين الدائم في الطفل يضعف شخصيته؛ لذا يفضل إعطاء الطفل مساحة من الحرية في الأمور الخاصة به، التي لا يترتب عليها ضرر كاختياره للملابس التي يريد أن يرتديها مثلا؛ فبذلك يشعر الطفل بأنه قادر على تكوين رأي واتخاذ قرار.
5. تشجيع الطفل ومدحه عندما يتصرف بشكل جيد ومكافأته بلعبة صغيرة أو قطعة حلوى يحبها على أن تكون المكافأة مقننة حتى لا يعتاد الطفل على ذلك.
6. ثبات الأبوين على مبدئهما في التعامل مع الطفل، وذلك بالاتفاق مسبقا فيما بينهما على ما هو مسموح به وما هو غير مسموح، فمن الخطأ أن يؤمر الطفل بفعل شيء ما ثم ينهى عن فعله فيما بعد أو تأمره الأم بفعل شيء في الوقت نفسه الذي ينهاه الأب عن فعله؛ فذلك سيجعل الطفل ينحاز إلى الرأي الذي يناسبه.
7. تجنب إعطاء الطفل أوامر كثيرة في الوقت نفسه، ولكن يكلف بعمل شيء واحد فقط على أن يكون هذا الشيء خاصا به، كتكليفه بترتيب غرفته بعد انتهائه من اللعب مثلاً.
8. معاقبة الطفل بحكمة ودون انفعال واختيار نوع العقاب الذي يتفق مع طبيعة شخصية الطفل، فالعقاب يختلف في تأثيره من طفل لآخر، فالحرمان من شيء محبب قد يأتي بنتيجة مع طفل ولا يأتي بنتيجة مع آخر، بل يمكن أن يزيد من عناده، ولا ينبغي أبداً استخدام الضرب والشتائم كوسيلة للعقاب، فإنهما لن يجديا وإنما سيشعران الطفل بالإهانة.
9. ألا يوصف الطفل بالعناد على مسمع منه وألا يقارن بأطفال آخرين كأن نقوله له: فلان ليس عنيدا مثلك؛ فذلك يساعد على تأصيل سلوك العناد لديه.
10. عند ظهور العناد في مرحلة المراهقة لا بد أن يتسم الأبوان ببعض الحكمة ويعاملا الابن بشيء من التفاهم والإقناع حتى يتراجع عن عناده ويعلم أن العناد ليس هو الوسيلة الصحيحة لتحقيق ما يريد.
11. وأخيراً لا بد من إدراك أن التعامل مع عناد الطفل ليس بالأمر السهل، ويحتاج إلى الحكمة والصبر وعدم الانفعال كي نستطيع أن نساعد الطفل أن يتخلص من عناده حتى لا يصبح صفة متأصلة فيه.'

### العناد عند المراهق
يعاند المراهق ويطلق عليه المراهق المحتج أو الرافض،
- ويظهر عناده في صورة الجدال والنقاش، الذي لا ينتهي.
- أو رفض الأوامر، التي توجه إليه من الكبار.
- وكذلك عدم إطاعة القوانين في البيت أو المدرسة.
- وقد يتعدى ذلك إلى فعل عكس ما يطلب منه، أو ما يضايق الآخر من تصرفات مستفزة أو ألفاظ غير مهذبة في الحوار.
- كما تسهل استثارته واستفزازه من الآخرين فينفجر انفجارات مزاجية لا مبرر لها.

وأحيانا يزداد العناد في شدته، وتطول مدته، ويؤثر على أداء الشخص الطبيعي لوظيفته. وحينئذ، يعد اضطرابا نفسيا، وهو أحد الاضطرابات النفسية.

## تشخيص العناد
يشخص اضطراب العناد، من خلال متابعة التاريخ، المرضي والتطوري والفحص النفسي، ومقارنة سلوك الطفل بسلوك من هو في مثل عمره العقلي. ويشخص بالدلالات الآتية، كما أوردها الدليل الإحصائي التشخيصي الرابع للاضطرابات العقلية (DSM-IV):
- أن يظل الاضطراب لمدة ستة أشهر، على الأقل، وتظهر في، خمس مما يلي:

1. فقدان المزاج.
2. مجادلة الكبار.
3. تحدى أوامر الآخرين ورفضها غالبا.
4. يغلب في تصرفاته فعل الأشياء التي تضايق الآخرين، عن عمد.
5. غالبا، يلوم الآخرين على أخطائه هو.
6. استفزاز الآخرين ومضايقهم.
7. كثيرا، ما يغضب ويعاند.
8. الحقد وحب الانتقام.
9. استخدام ألالفاظ السوقية.
10. أن الاضطراب يسبب خللا إكلينيكيا واضحا اجتماعيا أو دراسيا أو وظيفيا.
11. أن لا يحدث الاضطراب خلال مسار اضطراب ذهاني أو اضطراب وجدان.
12. أن لا تتفق هذه المواصفات مع مواصفات اضطراب السلوك، وإذا بلغ الشخص الثامنة عشرة من عمره، فإن مواصفاتها لا تتفق مع اضطراب الشخصية المضادة للمجتمع.